# Mnarolitia ambraella
Mnarolitia ambraella är en fjärilsart som beskrevs av Pierre E.L. Viette 1967. Mnarolitia ambraella ingår i släktet Mnarolitia och familjen plattmalar. Inga underarter finns listade i Catalogue of Life.